# 密西西比世
密西西比世（英語：Mississippian）是地球歷史中的一個地質時代，被國際地層委員會(ICS)所承認，也是石炭紀前期。密西西比世的年代大約位於358.9至323.2百萬年前。就像其他許多地質年代學的年代一樣，科學家可以利用岩床來辨識出密西西比世，雖然準確的起始與終結時間仍未確定。密西西比世是根據美國的密西西比河來命名的，因為这个时期的岩層在密西西比河谷地被暴露。
密西西比世是北半球海侵時期：海平面很高，只有波罗的地盾和加拿大地盾是乾地。 克拉通被廣泛的三角洲體系和潟湖所包圍，碳酸鹽沉積在周圍的大陸平台上，被淺海所覆蓋。
北美洲的密西西比世岩層包含許多海洋石灰岩，年代介於賓夕法尼亞世與泥盆紀之前。在密西西比世期間，阿巴拉契亞山脈發生了一個重要的造山運動時期。 這是一個主要的岩石建設時期，以密西西比河谷地區的曝光而命名。 美國地質調查局的地質時間尺度顯示了它與其他時期的關係。
在歐洲，密西西比世和賓夕法尼亞世是一個或多或少連續的低地陸相沉積序列，並被歸為石炭紀，有時也被稱為上石炭紀和下石炭紀。

## 年代劃分
國際地層委員會將密西西比世劃分成3個階：
- 圖爾奈階（Tournaisian）
- 維憲階（Visean）
- 謝爾普霍夫階（Serpukhovian）

歐洲科學界通常將石炭紀劃分成狄南紀與西利西亞紀，而北美洲科學界則將密西西比世劃分成4個階段：
- 金德胡克階（時間相當於圖爾奈階三分之二的時期）
- 歐塞季階（時間相當於階圖爾奈階晚期至維憲階）
- 梅勒梅克階（時間相當於維憲階中期）
- 切斯特階（維憲階晚期至謝爾普霍夫階）

## 外部連結
- The Carboniferous（页面存档备份，存于）
- Geologic Time Periods